# ستيفاني كوستر
ستيفاني كوستر (بالألمانية: Estefania Küster)‏ (و. 1979  م) هي مذيعة، وعارضة، وراقصة، ومقدمة تلفزيونية من ألمانيا، وباراغواي، ولدت في أسونسيون.

## وصلات خارجية
- ستيفاني كوستر على موقع IMDb (الإنجليزية)

- ستيفاني كوستر في قاعدة بيانات الأفلام على الإنترنت